# Hydrophorus flavipennis
Hydrophorus flavipennis är en tvåvingeart som beskrevs av Van Duzee 1926. Hydrophorus flavipennis ingår i släktet Hydrophorus och familjen styltflugor. Inga underarter finns listade i Catalogue of Life.